# Naturschutzgebiet Cumparduns
Das Naturschutzgebiet Cumparduns ist eine Flusslandschaft im Tal Domleschg im Schweizer Kanton Graubünden. Es umfasst den Flussraum und die Ufer am Zusammenfluss der Albula mit dem Hinterrhein. Die Stelle ist als Naturschutzgebiet seit 1992 im Bundesinventar der Auengebiete von nationaler Bedeutung verzeichnet.

## Geografie
Das 14 Hektar grosse Schutzgebiet liegt in der Region Viamala und  schliesst Flächen der Gemeinden Thusis, Sils im Domleschg, Scharans und Fürstenau ein. Wo die Albula von rechts in den Hinterrhein mündet, verlaufen die Gemeindegrenzen durch den Gewässerraum und das Naturschutzgebiet: Zu Thusis gehört der westliche Bereich links vom Hinterrhein unterhalb des Strassendamms der Autostrasse 13; Sils besitzt das flache, mehrheitlich bewaldete Gebiet im Südosten zwischen den beiden Flüssen; rechts von der Albula liegt die Ortschaft Sankt Agatha in der Gemeinde Scharans und nordöstlich der Albulamündung das Dorf Fürstenaubruck nahe beim Städtchen Fürstenau.
Zwischen Sils und Sankt Agatha überspannt die um 1970 gebaute Brücke der Domleschgerstrasse die Albula. Die Brücke markiert den östlichen Rand des Schutzgebiets. Die Flussaue ist bei Sankt Agatha und Fürstenaubruck von einer steilen Geländestufe am Rand des Schwemmkegels des Scharanser Tobelbachs begrenzt. Durch die Auenlandschaft führt der Fürstenauweg, der mit einer Fussgänger- und Velobrücke die Albula überquert. Fürstenaubruck hatte früher den Ortsnamen «Zollbrücke», was sich auf die ehemalige Rheinbrücke bezieht, die vom Mittelalter bis im 19. Jahrhundert den Hinterrhein am Nordrand des heutigen Schutzgebiets überquerte und mehrmals vom Fluss weggerissen wurde.

## Rheinkorrektion
Das Gebiet «Cumparduns» bildet eine Reliktlandschaft der einst sehr viel grösseren Flussaue im Domleschg. Ein breiter Streifen der Talebene wurde früher von den Flüssen bei Hochwasser mit dem Geschiebe immer wieder verändert und war mit Altäufen, Feuchtgebieten und Auwäldern für die Landwirtschaft und für den Durchgangsverkehr ein Hindernis. Der Wildbach Nolla, der bei Thusis den Rhein erreicht, verursachte mit Murgängen oft verheerende Schäden im Talboden, er galt als «Graubündens gefürchtetster Wildbach». Im 19. Jahrhundert wurde der Hinterrhein im Domleschg mit einem grossen, vom Ingenieur Richard La Nicca entworfenen Bauprogramm auf einer Strecke von zehn Kilometern von Cazis bis Rothenbrunnen begradigt und eingedämmt. Die Arbeiten dauerten von 1832 bis 1892. Auf dem abgeschnittenen ehemaligen Augebiet ausserhalb der Leitdämme wurde durch die Melioration Kulturland geschaffen und Wald aufgeforstet; Binnenkanäle entwässern das Land, während der «Nollakanal» auch zur Kolmatierung des Bodens mit Schlamm aus der Nolla diente. Strassen, das Trasse der Albulabahn und die Autostrasse 13 verlaufen neben dem Rheinkanal.

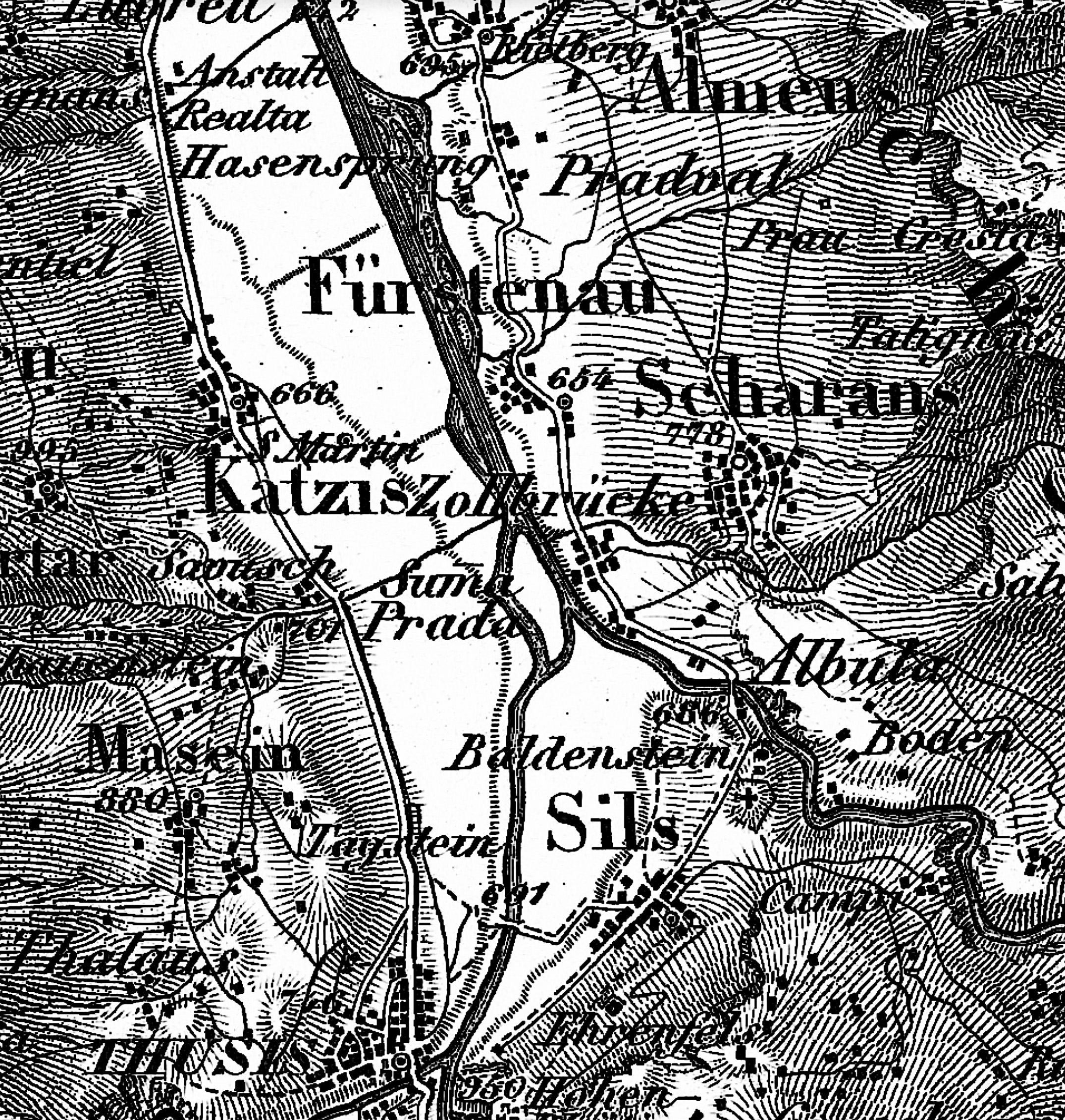
Flusslandschaft um 1860
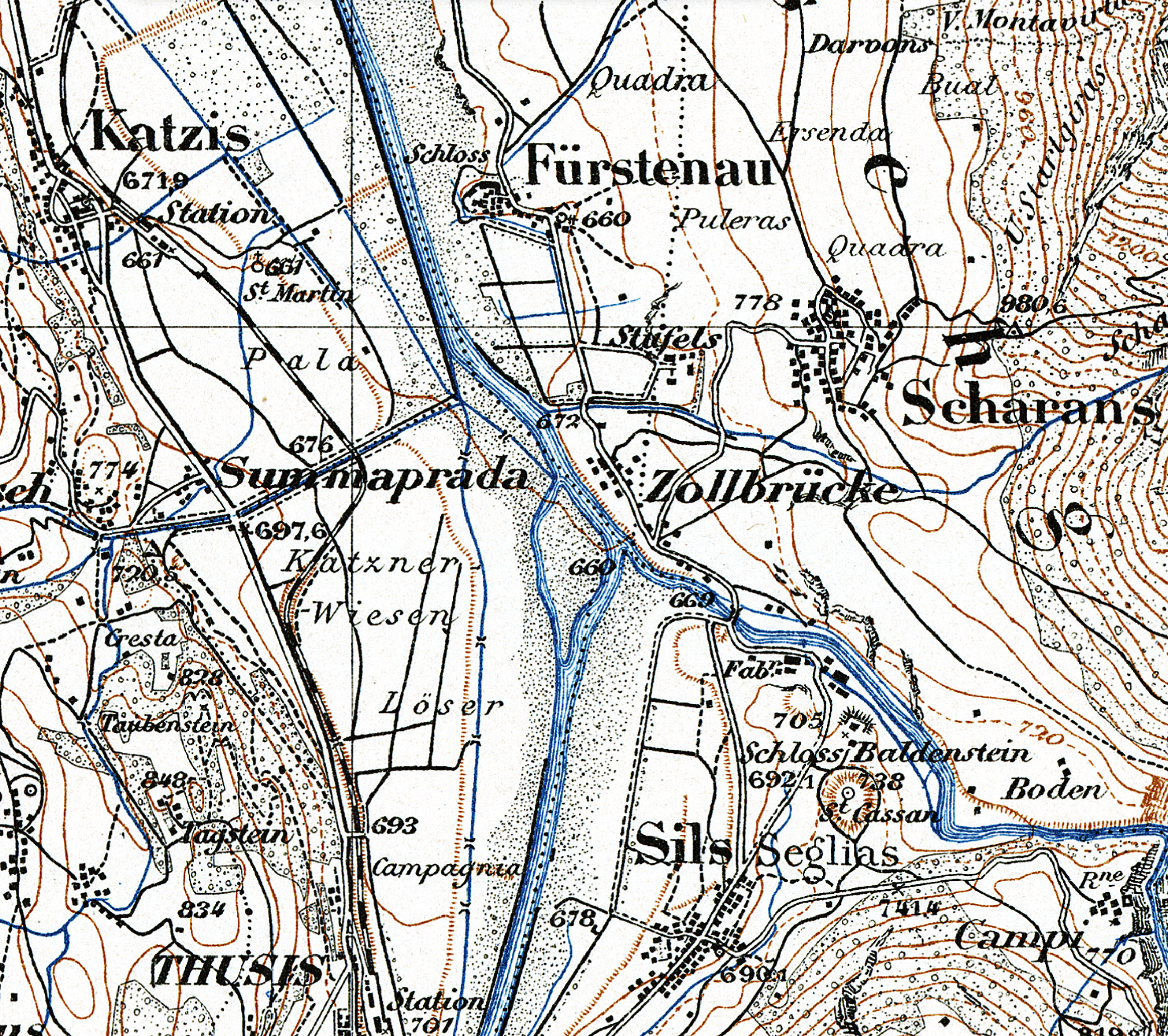
Flusslandschaft um 1900

Links des Hinterrheins zieht sich der Schutzdamm bis nach Thusis hin, womit das Gebiet «Rheinau» vom Flussraum getrennt und als Kulturland verfügbar wurde. Sils, Sankt Agatha und Fürstenaubruck liegen auf Anhöhen und mussten nicht mit Dämmen vor Hochwasser geschützt werden. Die Autostrasse 13 überquert den Hinterrhein neben dem Schutzgebiet und führt auf einem Damm weiter auf der rechten Flussseite gegen Süden in die Viamala.
Mit den Schutz- und Infrastrukturbauten wurde der Umfang der Naturlandschaft bis auf das heutige Schutzgebiet «Cumparduns» eingeschränkt. Nur in diesem Naturschutzgebiet und im ebenfalls geschützten Auenabschnitt der Rhäzünser Rheinauen nördlich von Rothenbrunnen sind noch Reste der ursprünglichen Flusslandschaft erhalten geblieben. Wegen des Zuflusses aus den grossen Einzugsgebieten des Hinterrheins und der Albula ist die Strömungsdynamik bei der Mündung besonders vielfältig; allerdings ist der natürliche Abfluss an beiden Alpenflüssen durch den Sunk-Schwall-Betrieb der zahlreichen Kraftwerke stark gestört.